# Вилано-Бич (Флорида)
Вилано-Бич (англ. Vilano Beach) — статистически обособленная местность, расположенная в округе Сент-Джонс (штат Флорида, США) с населением в 2533 человека по статистическим данным переписи 2000 года.

## География
По данным Бюро переписи населения США статистически обособленная местность Вилано-Бич имеет общую площадь в 4,66 квадратных километров, водных ресурсов в черте населённого пункта не имеется.

## Демография
По данным переписи населения 2000 года в Вилано-Бич проживало 2533 человека, 746 семей, насчитывалось 1168 домашних хозяйств и 1419 жилых домов. Средняя плотность населения составляла около 543,56 человека на один квадратный километр. Расовый состав населённого пункта распределился следующим образом: 97,32 % белых, 0,47 % — чёрных или афроамериканцев, 0,36 % — коренных американцев, 0,71 % — азиатов, 0,75 % — представителей смешанных рас, 0,39 % — других народностей. Испаноговорящие составили 1,38 % от всех жителей статистически обособленной местности.
Из 1168 домашних хозяйств в 20,1 % воспитывали детей в возрасте до 18 лет, 54,2 % представляли собой совместно проживающие супружеские пары, в 6,2 % семей женщины проживали без мужей, 36,1 % не имели семей. 27,0 % от общего числа семей на момент переписи жили самостоятельно, при этом 8,0 % составили одинокие пожилые люди в возрасте 65 лет и старше. Средний размер домашнего хозяйства составил 2,16 человек, а средний размер семьи — 2,58 человек.
Население статистически обособленной местности по возрастному диапазону по данным переписи 2000 года распределилось следующим образом: 15,2 % — жители младше 18 лет, 5,8 % — между 18 и 24 годами, 27,2 % — от 25 до 44 лет, 35,5 % — от 45 до 64 лет и 16,2 % — в возрасте 65 лет и старше. Средний возраст жителей составил 46 лет. На каждые 100 женщин в Вилано-Бич приходилось 94,0 мужчин, при этом на каждые сто женщин 18 лет и старше приходилось 94,5 мужчин также старше 18 лет.
Средний доход на одно домашнее хозяйство статистически обособленной местности составил 54 111 долларов США, а средний доход на одну семью — 75 070 долларов. При этом мужчины имели средний доход в 49 219 долларов США в год против 37 353 доллара среднегодового дохода у женщин. Доход на душу населения статистически обособленной местности составил 54 111 долларов в год. 1,5 % от всего числа семей в населённом пункте и 4,9 % от всей численности населения находилось на момент переписи населения за чертой бедности, при этом 1,8 % из них были моложе 18 лет и 4,7 % — в возрасте 65 лет и старше.